# Albatros C.III
El Albatros C.III un biplano biplaza alemán del tipo cometidos generales construido por la compañía Albatros Flugzeugwerke durante la I Guerra Mundial. Era un desarrollo del modelo Albatros C.I; construido en mayores cantidades que cualquiera de los otros modelos del Albatros tipo C.,fue utilizado en una amplia gama de cometidos como: observación, reconocimiento fotográfico, bombardero ligero y escolta de bombarderos.

## Historia, diseño y notas
La planta motriz podía ser un Benz Bz.III de 150 cv (112 kW)o un Mercedes D.III en línea de 160 cv (119 kW) y, como en muchos de los biplazas de la guerra (como el Royal Aircraft Factory R.E.8 británico) la cabeza de los cilindros y el tubo de escape sobresalían del capó, limitando la visibilidad hacia delante del piloto.

## Operadores
- Imperio alemán: Luftstreitkräfte
- Lituania: (posguerra, 15 unidades)
- Polonia: (después de la guerra,  utilizó 15 unidades.

## Especificaciones técnicas (C.III)

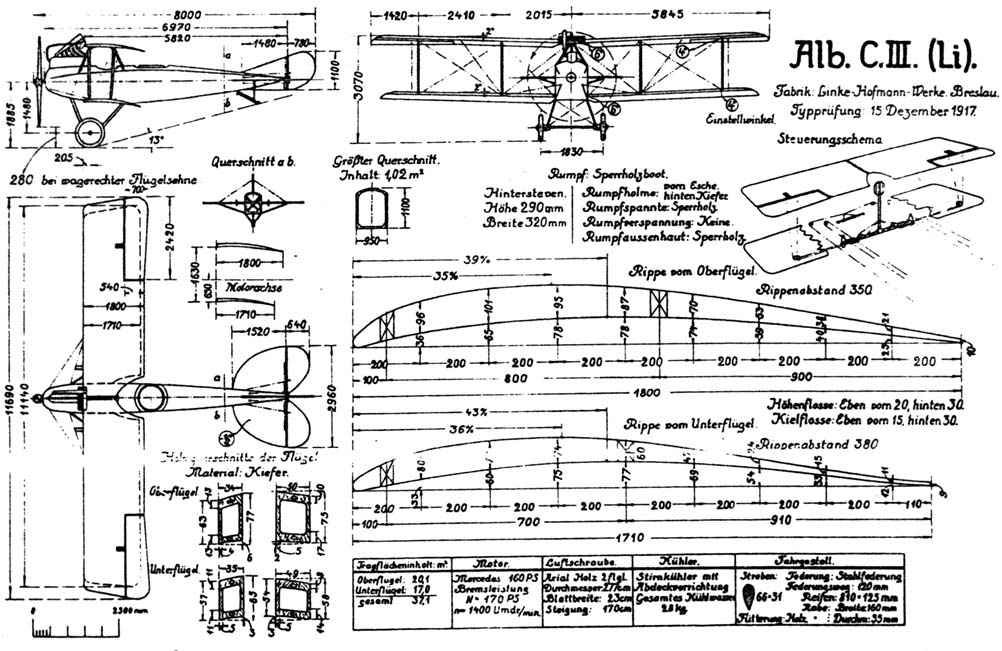
Albatros C.III

### Características generales
- Tripulación: 2 (piloto y observador)
- Longitud: 8 m (26,2 ft)
- Envergadura: 11,7 m (38,4 ft)
- Altura: 3,1 m (10,2 ft)
- Superficie alar: 36,9 m² (397,3 ft²)
- Peso vacío: 851 kg (1875,6 lb)
- Peso máximo al despegue: 1353 kg (2982 lb)
- Planta motriz: 1×  Benz Bz.III.
  - Potencia: Mercedes D.III de 119 kW (160 cv).
- Hélices: 1× bipala de paso fijo de madera. por motor.

### Rendimiento
- Velocidad máxima operativa (Vno): 140 km/h (87 MPH; 76 kt)
- Alcance: 4 horas
- Techo de vuelo: 3350 m (10 991 ft)

### Armamento
- Armas de proyectiles: 
* 1 x ametralladora Parabellum MG 14 de 7,92 mm en cabina del observador
* 1 x ametralladora LMG 08/15 de 7,92 mm frontal (opcional).
- Bombas: 91 kg de bombas convencionales.

## Aeronaves comparables
- Royal Aircraft Factory R.E.8 – Aviatik C.I – Rumpler C.I